# Зеляева, Валентина Андреевна
Валентина Андреевна Зеляева (род. 11 октября 1982, Улан-Удэ) — российская топ-модель.

## Биография
Валентина Зеляева родилась в Улан-Удэ, Республика Бурятия в 1982 году, в семье служащего советской армии и учительницы школы. Как и многие семьи военнослужащих, Зеляевы часто переезжали из одного города в другой. Так впоследствии они перебрались из Улан-Удэ в Нижний Новгород, затем непродолжительное время жили в Санкт-Петербурге (тогда Ленинграде), а когда Вале было 7 лет, переехали в Москву. В Москве Валентину впервые заметил модельный агент и пригласил на работу по контракту в Японию, на что она согласилась, но не сразу восприняла карьеру модели всерьёз.
Поработав 2 года в Японии, Валентина уже начинает воспринимать работу модели как своё призвание и прикладывает все усилия для дальнейшего развития модельной карьеры. Так уже в сентябре 2003 года состоялся её дебют на мировых подиумах, на показе весенне-летней коллекции Cynthia Steffe в рамках недели моды в Нью-Йорке. В сезоне осень-зима 2004/2005 она участвовала в показах таких известных брендов, как: Barbara Bui, Cacharel, Calvin Klein, Chloe, Costume National, Isaac Mizrahi, Ralph Lauren, Sonia Rykiel, Valentino.
2005 год стал настоящим прорывом в модельной карьере Зеляевой. Именно в этом году количество модных показов с её участием на неделях мод в Париже, Милане и Нью-йорке достигло 50-ти за сезон. Её появления на обложках модных журналов British Vogue, Vogue Italia, Harper’s Bazaar, ELLE, Glamour становятся регулярными. Одной из самых заметных съёмок Зеляевой можно назвать фотосессию под названием «Slavs of Fashion, The New Beauties» для американского журнала Vanity Fair. Она была посвящена самым успешным славянским моделям того периода. Кроме Валентины в ней приняли участие её соотечественницы Наталья Водянова, Евгения Володина и Наташа Поли; чешские топ-модели Каролина Куркова и Гана Соукупова, а также Кармен Касс (Эстония), Ингуна Бутане (Латвия) и Мария Вуйович (Черногория). Ещё одной знаковой работой стала фотосъёмка для легендарного календаря Пирелли, для которого Валентина снялась наряду с Наоми Кэмпбелл, Адриана Лима, Изабели Фонтана, Юлия Штегнер, Евгения Володина и другими. В обоих случаях Валентину снимал знаменитый французский фотограф Патрик Демаршелье.
Главным достижением в карьере Зеляевой можно смело считать многолетний, эксклюзивный контракт с «Ralph Lauren», впервые подписанный ею в 2005 году и многократно продлевавшийся в дальнейшем. В 2007 году Валентина попала в «Топ-20 самых высокооплачиваемых моделей мира» по версии журнала Forbes (10 место).
В 2014 году была включена в список самых высокооплачиваемых моделей мира "The Money Girls"по версии models.com. Валентина Зеляева, являясь музой дизайнера Ральфа Лорена, представляет его бренд на протяжении последних 9 лет участвует во всех его показах.
Кроме «Ralph Lauren», Зеляева участвовала в рекламных кампаниях для Água de Coco, Balenciaga, BCBG, Calvin Klein, Calvin Klein jeans, Coach, Cole Haan, ICB, L'Oreal, Tommy Hilfiger, Victoria's Secret; дефилировала на модных показах практически всех именитых дизайнеров и домов мод, таких как: Alberta Ferretti, Alexander McQueen, Balmain, Blumarine, Chanel, Christian Dior, Christian Lacroix, Dolce & Gabbana, Elie Saab, Emilio Pucci, Gianfranco Ferre, Givenchy, John Galliano, Kenzo, Lanvin, Louis Vuitton, Ralph Lauren, Roberto Cavalli, Salvatore Ferragamo, Stella McCartney, Valentino, Versace и многих других. На её счету многочисленные появления на обложках глянцевых изданий: Vogue (Греция, Мексика, Россия, Испания), Harper's Bazaar (Великобритания, Мексика, Россия, Япония, Испания), French Revue de Modes, ELLE (Германия, Италия, Мексика, Россия, Португалия, Словения, Турция, Бразилия, Финляндия), L'Officiel (Сингапур), Marie Claire (Россия), Russh, V Magazine, W Korea.
На протяжении 10 лет Валентина живёт в Нью-Йорке. Одной из её лучших подруг, является другая российская топ-модель — Наташа Поли.